# Глуха Вилва
Глуха Вилва (на руски: Глухая Вильва) е река в Пермски край на Русия, ляв приток на Язва (ляв приток на Вишера, ляв приток на Кама). Дължина 234 km. Площ на водосборния басейн 1740 km².
Река Глуха Вилва води началото си от западните склонове на Северен Урал, на 278 m н.в., в източната част на Пермски край. В горното си течение (до устието на река Болшой Сурмог) тече в южна и западна посока, в средното – в северна посока, а в долното – в посока север-северозапад, през силно заблатени и гъсто залесени райони и със стотици меандри. Влива се отляво в река Язва (ляв приток на Вишера, ляв приток на Кама), при нейния 38 km, на 123 m н.в., на 24 km южно от град Красновишерск. Основен приток Болшой Сурмог (47 km, ляв). Има смесено подхранване с преобладаване на снежното с ясно изразено пролетно пълноводие през април и началото на май и зимно маловодие. Характерно явление през лятото са честите прииждания на реката в резултат на поройни дъждове във водосборния ѝ басейн. Заледява се през ноември, а се размразява през 2-рата половина на април или началото на май. По течението ѝ са разположени само 4 малки села: Болшой Сом, Уст Сурмог, Сим и Мисия.